# San Demetrio ne' Vestini
San Demetrio ne' Vestini är en ort och kommun i provinsen L'Aquila i regionen Abruzzo i Italien. Kommunen hade 1 939 invånare (2018).